# マハーラーシュトラ州
座標: 北緯18度58分 東経72度49分 / 北緯18.97度 東経72.82度
マハーラーシュトラ州（マハーラーシュトラしゅう、マラーティー語: महाराष्ट्र、英語: Maharashtra）は、西インドに位置するインドの州の一つ。人口は約1億1,237万人（2011年現在）。州の公用語はマラーティー語。州都および最大の都市はムンバイ（Mumbai、ボンベイ）。ただし、冬季の州都はナーグプル。
ムンバイはインドの経済と芸能の中心で、政治の中心であるデリーと国としての機能をわけている。

## 概要
マハーラーシュトラ州は6つの郡と36の県に分かれており、州都はインドで最も人口の多い都市部であるムンバイ、そして冬の首都として機能するナーグプルである。ゴーダーヴァリ川とクリシュナ川は州内の2つの主要な川であり、森林は州の地理的面積の16.47 パーセントを占めている。このマハーラーシュトラ州には、アジャンタ石窟群、エローラ石窟群、エレファンタ石窟群、チャトラパティ シヴァージー ターミナル（旧ビクトリア ターミナル）、ムンバイのビクトリア朝のゴシック様式とアールデコ様式のアンサンブル、西ガーツ山脈の6つのインドの世界遺産がある。個別の物件のうち4件はマハーラーシュトラ州にある。マハーラーシュトラ州はインド経済に最大の貢献をしており、インド全土の名目GDPの14%を占めている。マハーラーシュトラ州の経済はインド最大で、州国内総生産（GSDP）は35兆2,700億ルピー（4,400億米ドル）、一人当たりのGSDPは24万2,247ルピー（ 3,000米ドル）である。サービス部門は州経済を支配しており、国の生産額の69.3パーセントを占めている。農業は州のGDPの12%を占めているが、州の人口のほぼ半分が農業に雇用されている。
マハーラーシュトラ州はインドで最も工業化が進んだ州の1つである。州都ムンバイはインドの金融と商業の中心地。インド最大の証券取引所であるアジア最古のムンバイ証券取引所がムンバイ市内にあり、インド第二の証券取引所で世界最大のデリバティブ取引所の一つであるナショナル証券取引所も同様である。マハーラーシュトラ州は国の社会的および政治的生活において重要な役割を果たしており、農業および工業生産、貿易および輸送、教育の面でリーダーであると広く知られている。マハーラーシュトラ州は、人間開発指数においてインドの州の中で9番目に高い順位にある。
州を取り囲む地域には何千年もの歴史がある。この地域を統治した著名な王朝としては、アスマカ朝、マウリヤ朝、サータヴァーハナ朝、西太守朝、アビラ朝、ヴァカタカ朝、チャルキヤ朝、ラーシュトラクタ朝、西チャルキヤ朝、セウナ・ヤダヴァ朝、ハルジ朝、トゥグルク朝、バハマ朝、ムガール人などである。19世紀初頭、この地域はマラーター連邦のペシュワ自治領とハイデラバードのニザマテ自治領に分割された。2つの戦争とインド帝国の宣言の後、この地域はイギリスの直接統治下にあるボンベイ州、ベラール州、インド中央州の一部となり、また王冠宗主権の下にデカン州の一部となった。1950年から1956年にかけて、ボンベイ州はインド連合のムンバイ州となり、ベラール、デカン州、グジャラート州はムンバイ州に合併された。サムユクタ・マハーラーシュトラ運動（統一 マハーラーシュトラ運動）を通じてマラーティー語を話す人々のための特別州を求める長い闘争の末、1960年5月1日にムンバイ州はマハーラーシュトラ州とグジャラート州に分離された。

## 語源
現代のマラーティー語はマーハーラーシュトリー・プラークリットから発展したとされており、「マルハッタ」（後の「マラーター」）という言葉はジャイナ教マーハーラーシュトリーで書かれた文献に見られる。州名の「マハーラーシュトラ」は、「マーハーラーシュトリー」、「マラーティー（語）」、「マラーター（人）」と同根であると考えられているが、その正確な語源は不明である。。 
言語学者の間で最も広く受け入れられている説は、デカン地域を支配していた部族または王朝の名前である「マラーター」と「マハーラーシュトラ」組み合わせに由来するというもの。別の説では、マハ（「偉大な」）とラタ/ラティ（「戦車」/「御者」）の組み合わせからきていて、これはこの地域へ南下してきた北部の熟練の戦闘部隊を指すとされている。
また、『マハーバーラタ』の補遺である『ハリ・ヴァンシャ』では、ヤーダヴァ族の王国「アナラッタ」には主にアビーラ族が居住していたと記述されている。アナラッタの地とその住民は、アショーカ王の碑文に登場するラシュトリカに関連するラッタ族にちなんで、「スーラシュトラ」とまたは「サウシュトラ」と呼ばれていたが、これが現在の「マハーラーシュトラ」や「マラーター」に繋がると考えられている。。
他の説では、「マハー （偉大な）」と「ラーシュトラ （国家/領土）」の組み合わせとされているが、後世の文献によるサンスクリットでの解釈だとされ、現代の学者の間では、議論の的になっている。。

## 地理
南にゴア州とカルナータカ州、東南にアーンドラ・プラデーシュ州、北にグジャラート州とマディヤ・プラデーシュ州、東にチャッティースガル州、西にアラビア海がある。

## 歴史
ヒンドゥー教徒の英雄チャトラパティ・シヴァージーやバージー・ラーオ、独立運動家のマハーデーヴ・ゴーヴィンド・ラーナデーやロークマンニャ・ティラクなどの人物を輩出した。
2008年11月、州都のムンバイでムンバイ同時多発テロが発生した。
2021年7月、州内で集中豪雨が発生。ムンバイの南方の地域では地すべり性崩壊も発生した。州内の死者・行方不明者が200人を超え、約23万人が避難を余儀なくされた。2023年7月にも州内で集中豪雨があり、地すべりにより死者・行方不明者100人以上の被害が出ている。

## 行政区分

■アムラーワティー郡、■アウランガーバード郡、■コンカン郡、■ナーグプル郡、■ナーシク郡、■プネー郡

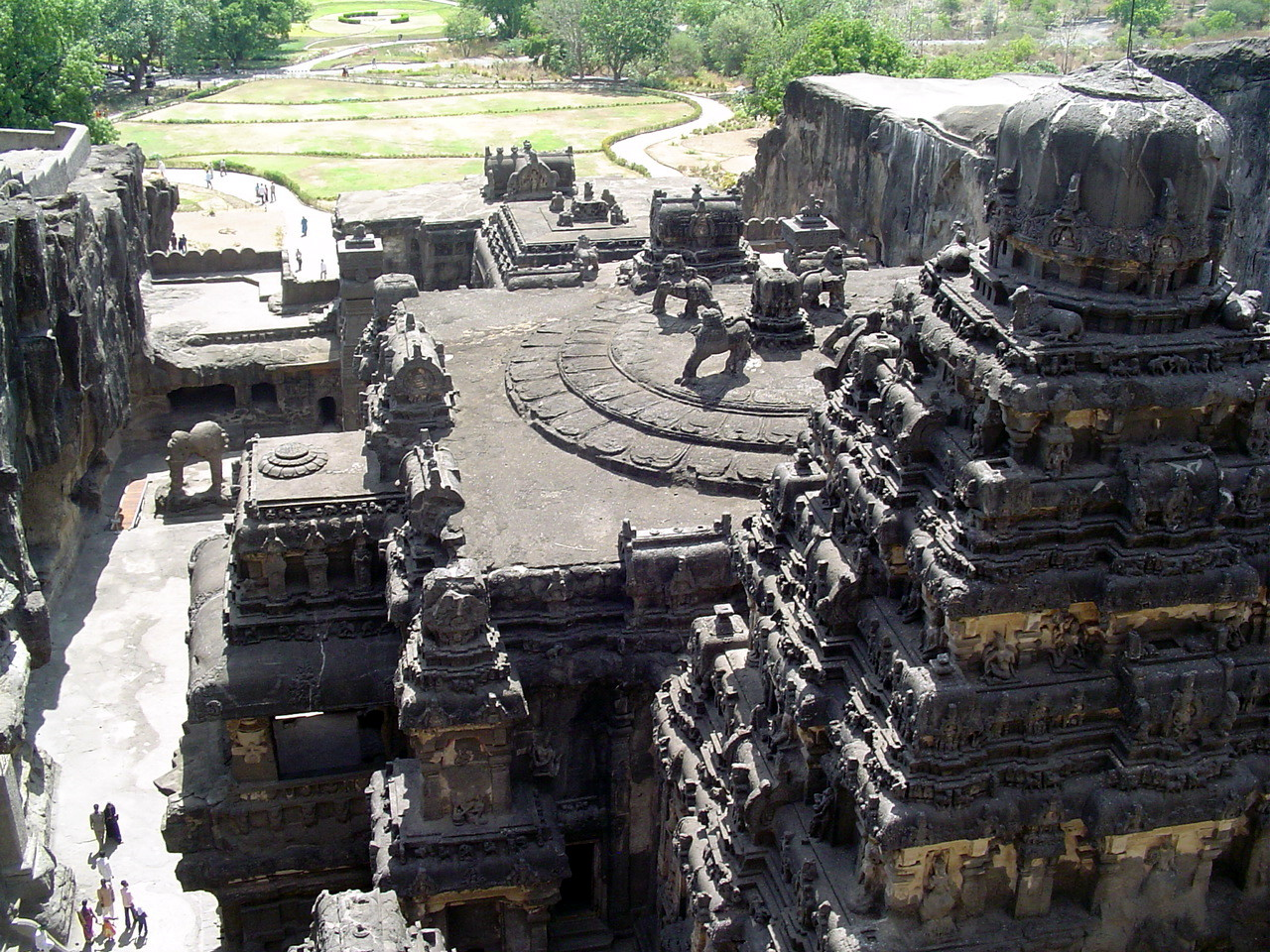
世界遺産エローラ石窟群

35県からなり、6つの郡（アムラバティ郡、アウランガーバード郡、コンカン郡、ナーグプル郡、ナーシク郡、プネー郡）に大別される。
1. アフマドナガル県（英語版）（Ahmednagar District）
2. アコーラー県（英語版）（Akola District）
3. アムラーワティー県（英語版）（Amravati District）
4. アウランガーバード県（英語版）（Aurangabad District）
5. バンダーラー県（英語版）（Bhandara District）
6. ビード県（英語版）（Beed District）
7. ブルダーナー県（英語版）（Buldhana District）
8. チャンドラプル県（英語版）（Chandrapur District）
9. ドゥレー県（英語版）（Dhule District）
10. ガドチローリー県（英語版）（Gadchiroli District）
11. ゴーンディヤー県（英語版）（Gondia District）
12. ヒンゴーリー県（英語版）（Hingoli District）
13. ジャルガーオン県（英語版）（Jalgaon District）
14. ジャールナー県（英語版）（Jalna District）
15. コールハープル県（英語版）（Kolhapur District）
16. ラートゥール県（英語版）（Latur District）
17. ムンバイ市街県 (Mumbai City District）
18. ムンバイ郊外県（英語版）（Mumbai Suburban District）
19. ナーグプル県（英語版）（Nagpur District）
20. ナーンデード県（英語版）（Nanded District）
21. ナンドゥルバール県（英語版）（Nandurbar District）
22. ナーシク県（英語版）（Nashik District）
23. ウスマーナーバード県 (Osmanabad District）
24. パルバニー県（英語版）（Parbhani District）
25. プネー県（英語版）（Pune District）
26. ラーイガル県（英語版）（Raigarh District）
27. ラトナーギリー県（英語版）（Ratnagiri District）
28. サーングリー県（英語版）（Sangli District）
29. サーターラー県（英語版）（Satara District）
30. スィンドゥドゥルグ県（英語版）（Sindhudurg District）
31. ソーラープル県（英語版）（Solapur District）
32. ターネー県（英語版）（Thane District）
33. ワルダー県（英語版）（Wardha District）
34. ワーシム県（英語版）（Washim District）
35. ヤヴァトマール県（英語版）（Yavatmal District）

### 主要都市

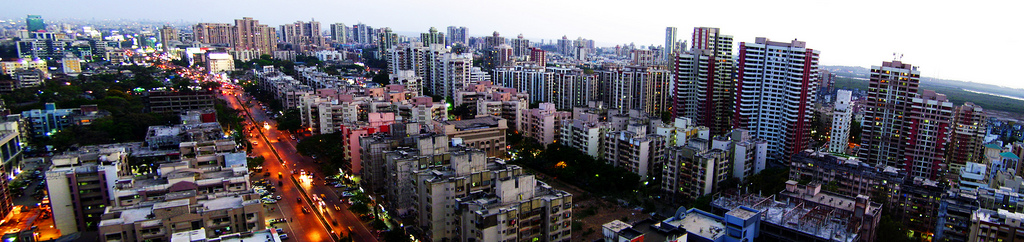
ムンバイ

- ムンバイ（Mumbai） - 旧名ボンベイ
- プネー（Pune）
- アウランガーバード（Aurangabad）
- ナーグプル（Nagpur）
- コールハープル（Kolhapur）
- ナーラーヤンガーオン（Narayangaon）など。

## 住民

### 民族
マラーティー人など。

### 言語
言語はマラーティー語である。マラーティー語はヒンディ語とよく似ており、多少の疎通が可能である。
また、英語も広く通じる。

### 宗教
ヒンドゥー教徒、スンナ派、ジャイナ教（en:Jainism in Maharashtra）、キリスト教（en:East Indians、en:Marathi Christians）、シク教、仏教（新仏教運動）、ゾロアスター教（パールシー、en:Irani (India)）、ユダヤ教（ベネ・イスラエル）。

## 経済
マハーラーシュトラ州はインドで最も経済発展が進んだ州のひとつである。強力に工業化された経済、国内最大の電力生産・消費高を誇る。
世界最大の規模にあるインド映画産業のうち、北インドを中心に各地で上映されているヒンディー語の娯楽映画の業界は一般的にボリウッドと呼ばれ、その中心がマハーラーシュトラ州の州都ムンバイーにある巨大な映画撮影所（フィルム・シティ）だとされている。
2021-22年のGDPは31兆ルピー（4306億ドル）であり、インドで1位である。ムンバイは金融都市として、プネは教育都市として発展している。
政府の統計によれば、2019年10月から2022年6月までの間の外国直接投資（FDI）の額は444億ドルであり、インド全体のFDIの28%を占める。

### 石油
ムンバイの160 km沖合でインド最大のボンベイハイ油田（マラーティー語: बॉम्बे हाय - 英語: Bombay High、ムンバイハイ油田）が1974年から生産している。

### 核開発
ムンバイのトロンベイ（Trombay）地区にあるバーバ原子核研究センター（Bhabha Atomic Research Center, BARC）はインドの核開発の中枢を担う（インドの核実験 (1974年)、インドの核実験 (1998年)）。

### 農業
農業は、州内の基幹産業の一つであるが、干ばつや不十分なインフラ、農作物の価格低迷により農民は苦しい経営を強いられている。2018年には、不作による収入減を苦にして数か月に600人以上の農民が自殺する事態となり、国の人監視機関は州と中央政府に調査と対応を勧告する事態となっている。

## 交通
- ムンバイ：チャトラパティ・シヴァージー国際空港（Chhatrapati Shivaji International Airport）

## 出身著名人
- サチン・テンドルカール（クリケット選手）
- ラタ・マンゲシュカル（歌手）
- アシャ・ボスレ（歌手）
- マードゥリー・ディークシト（映画女優）
- イーシャー・コーピカル（映画女優）
- ウルミラー・マートーンドカル（映画女優）
- プラニク・ヨゲンドラ（インド系日本人の政治家。江戸川区議会議員）
- アジェイ・バンガ（インド系アメリカ人の実業家）